# 21-й отдельный моторизованный понтонно-мостовой батальон Ленинградского фронта
21-й отдельный моторизованный понтонно-мостовой Нарвский Краснознамённый орденов Суворова и Александра Невского батальон — воинская часть Вооружённых сил СССР во время Великой Отечественной войны.

## История
В составе действующей армии с 22 июня 1941 года по 2 ноября 1944 года и с 1 декабря 1944 года по 11 мая 1945 года.
На 22 июня 1941 года находился на Карельском перешейке. К сентябрю 1941 года переброшен под Ленинград на правый берег Невы, сосредоточился близ деревни Островки, несколько ниже по течению от Невская Невской Дубровки. Во время захвата Невского пятачка обеспечивает форсирование реки на направлении отвлекающего удара.
В сентябре 1942 года вновь обеспечивает форсирование Невы во время второго захвата Невского пятачка, переправляет на плацдарм танки 1-й Ленинградской танковой бригады.
В январе 1944 года обеспечивает переправы войск Ленинградского фронта в ходе проведения Ленинградско-Новгородской операции
С июня 1944 года обеспечивает наступление войск 21-й и 23-й армий в ходе Выборгской наступательной операции, так 9 июля 1944 года наводит переправы через реку Вуокса.
К 15 июля 1944 года переброшен на Нарвский рубеж и  был придан 2-й ударной армии, в ходе Нарвской наступательной операции обеспечивает форсирование войсками армии Нарвы на участке Тырвала, Сурресаре, затем наводит понтонный мост в районе Поповки. Затем обеспечивает наступление войск 8-й армии в ходе Таллинской операции, в том числе обеспечивает высадку войск армии на острова Моонзундского архипелага Даго, Муху, Эзель.
В ноябре 1944 года переброшен севернее Будапешта. После отражения советскими войсками контрударов немецких войск начала 1945 года, обеспечивает переправы в ходе Братиславско-Брновской операции (реки Ваг, Морава) и затем Пражской операции.

## Наименование по Перечню № 27
21-й отдельный моторизованный понтонно-мостовой батальон Ленинградского, 2-го Украинского фронтов

## Подчинение
| Подчинение по месяцам | Подчинение по месяцам | Подчинение по месяцам                   | Подчинение по месяцам | Подчинение по месяцам |
| Дата                  | Фронт (округ)         | Армия                                   | Корпус (группа)       | Примечания            |
| --------------------- | --------------------- | --------------------------------------- | --------------------- | --------------------- |
| 22 июня 1941 года     | -                     | -                                       | -                     | нет данных            |
| 01 июля 1941 года     | -                     | -                                       | -                     | нет данных            |
| 10 июля 1941 года     | -                     | -                                       | -                     | нет данных            |
| 1 августа 1941 года   | -                     | -                                       | -                     | нет данных            |
| 1 сентября 1941 года  | Ленинградский фронт   | -                                       | -                     | -                     |
| 1 октября 1941 года   | Ленинградский фронт   | Невская оперативная группа              | -                     | -                     |
| 1 ноября 1941 года    | Ленинградский фронт   | Невская оперативная группа              | -                     | -                     |
| 1 декабря 1941 года   | -                     | -                                       | -                     | нет данных            |
| 1 января 1942 года    | Ленинградский фронт   | -                                       | -                     | —                     |
| 1 февраля 1942 года   | Ленинградский фронт   | -                                       | -                     | —                     |
| 1 марта 1942 года     | Ленинградский фронт   | -                                       | -                     | —                     |
| 1 апреля 1942 года    | Ленинградский фронт   | -                                       | -                     | —                     |
| 1 мая 1942 года       | Ленинградский фронт   | Группа войск Ленинградского направления | -                     | в подчинении группы   |
| 1 июня 1942 года      | Ленинградский фронт   | Ленинградская группа войск              | -                     | в подчинении группы   |
| 1 июля 1942 года      | Ленинградский фронт   | -                                       | -                     | —                     |
| 1 августа 1942 года   | Ленинградский фронт   | -                                       | -                     | —                     |
| 1 сентября 1942 года  | Ленинградский фронт   | -                                       | -                     | —                     |
| 1 октября 1942 года   | Ленинградский фронт   | -                                       | -                     | —                     |
| 1 ноября 1942 года    | Ленинградский фронт   | -                                       | -                     | —                     |
| 1 декабря 1942 года   | Ленинградский фронт   | -                                       | -                     | —                     |
| 1 января 1943 года    | Ленинградский фронт   | -                                       | -                     | —                     |
| 1 февраля 1943 года   | Ленинградский фронт   | -                                       | -                     | —                     |
| 1 марта 1943 года     | Ленинградский фронт   | -                                       | -                     | —                     |
| 1 апреля 1943 года    | Ленинградский фронт   | -                                       | -                     | —                     |
| 1 мая 1943 года       | Ленинградский фронт   | -                                       | -                     | —                     |
| 1 июня 1943 года      | Ленинградский фронт   | -                                       | -                     | —                     |
| 1 июля 1943 года      | Ленинградский фронт   | -                                       | -                     | —                     |
| 1 августа 1943 года   | Ленинградский фронт   | -                                       | -                     | —                     |
| 1 сентября 1943 года  | Ленинградский фронт   | -                                       | -                     | —                     |
| 1 октября 1943 года   | Ленинградский фронт   | -                                       | -                     | —                     |
| 1 ноября 1943 года    | Ленинградский фронт   | -                                       | -                     | —                     |
| 1 декабря 1943 года   | Ленинградский фронт   | -                                       | -                     | —                     |
| 1 января 1944 года    | Ленинградский фронт   | -                                       | -                     | —                     |
| 1 февраля 1944 года   | Ленинградский фронт   | -                                       | -                     | —                     |
| 1 марта 1944 года     | Ленинградский фронт   | -                                       | -                     | —                     |
| 1 апреля 1944 года    | Ленинградский фронт   | -                                       | -                     | —                     |
| 1 мая 1944 года       | Ленинградский фронт   | 8-я армия                               | -                     | —                     |
| 1 июня 1944 года      | Ленинградский фронт   | 8-я армия                               | -                     | —                     |
| 1 июля 1944 года      | Ленинградский фронт   | -                                       | -                     | —                     |
| 1 августа 1944 года   | Ленинградский фронт   | -                                       | -                     | —                     |
| 1 сентября 1944 года  | Ленинградский фронт   | -                                       | -                     | —                     |
| 1 октября 1944 года   | Ленинградский фронт   | -                                       | -                     | —                     |
| 1 ноября 1944 года    | Ленинградский фронт   | -                                       | -                     | —                     |
| 1 декабря 1944 года   | 2-й Украинский фронт  | -                                       | -                     | —                     |
| 1 января 1945 года    | 2-й Украинский фронт  | 7-я гвардейская армия                   | -                     | —                     |
| 1 февраля 1945 года   | 2-й Украинский фронт  | -                                       | -                     | —                     |
| 1 марта 1945 года     | 2-й Украинский фронт  | -                                       | -                     | —                     |
| 1 апреля 1945 года    | 2-й Украинский фронт  | -                                       | -                     | —                     |
| 1 мая 1945 года       | 2-й Украинский фронт  | -                                       | -                     | —                     |

## Командиры
- капитан Назаров, погиб в сентябре 1942 года.
- капитан Л.Е. Трупп
- майор Фоменко Сергей Иванович

## Награды и наименования
| Награда                    | Дата       | За что получена |
| -------------------------- | ---------- | --------------- |
| «Нарвский»                 | 09.08.1944 |                 |
| Орден Красного Знамени     |            |                 |
| Орден Суворова III степени |            |                 |
| Орден Александра Невского  |            |                 |